# Щёчно-глоточная фасция
Щёчно-глоточная фасция (лат. Fascia buccopharyngea) покрывает щёчную мышцу и у переднего края жевательной мышцы переходит на внутреннюю поверхность ветви нижней челюсти. Здесь фасция покрывает медиальную крыловидную мышцу и переходит на стенку глотки.